# لیگ برتر بسکتبال زنان ایران ۱۳۸۵
لیگ برتر بسکتبال زنان ایران ۱۳۸۵ پنجمین دوره‌ی لیگ برتر بسکتبال زنان ایران بود. این مسابقات با حضور ۱۰ تیم و در نیمه دوم سال ۱۳۸۵ برگزار شد و رقابت اصلی بین تیمهای شرکت نفت تهران،آرارات تهران و فولاد مبارکه سپاهان بود. در ابتدای لیگ تیم‌ ذوب آهن اصفهان و سپس تیم استقلال تهران از مسابقات انصراف دادند که باعث کاهش سطح کیفی و رقابتی مسابقات شد. از دیگر تیم‌های این دوره می‌توان از حجاب قزوین، صدرای شیراز، پیکان، دانشگاه آزاد، تربیت بدنی قزوین، مهرام تهران، رشد دانه گرگان نام برد. در این مسابقات تیم آرارات تهران که از ۲ لژیونر ارمنی استفاده می‌کرد توانست در نیمه دوم آبان ماه قهرمان نیم فصل مسابقات شود. این مسابقات در پایان با قهرمانی آرارات تهران تحت هدایت لیلا حجت به پایان رسید. تیم فولاد مبارکه سپاهان  با دو شکست از آرارات به نایب قهرمانی رسید و شرکت نفت تهران سوم شد.

## رده‌بندی پایانی
| رتبه | تیم                 | امتیاز |
| ---- | ------------------- | ------ |
| ۱    | آرارات تهران        |        |
| ۲    | فولاد مبارکه سپاهان |        |
| ۳    | شرکت نفت تهران      |        |